# Honda Airwave
La Honda Airwave è una vettura compatta prodotta dalla casa automobilistica giapponese Honda dal 2005 al 2010.

## Descrizione
Era una station wagon a cinque porte, costruita sulla piattaforma Global Small Car; tuttavia, a differenza delle Honda City e Fit, l'Airwave era realizzata unicamente per il mercato giapponese. La Honda ha annunciato il suo debutto il 7 aprile 2005.
La produzione è terminata nell'agosto 2010. La sua erede Honda Fit Shuttle è stata messa in vendita da giugno 2011.